# Sainte-Croix, Dordogne
Sainte-Croix (cũng đọc là Sainte-Croix-de-Beaumont) là một xã, nằm ở tỉnh Dordogne vùng Aquitaine của Pháp. Xã này có diện tích 12,87 km², dân số năm 2004 là 94 người. Xã nằm ở khu vực có độ cao trung bình 165 m trên mực nước biển.

## Hành chính
| Danh sách các xã trưởng                |             |                     |                  |         |
| Giai đoạn                              | Giai đoạn   | Tên                 | Đảng             | Tư cách |
| 1971                                   | đương nhiệm | Jean-Pierre Heyraud | không chính thức | hưu trí |
| Tất cả các dữ liệu trước đây không rõ. |             |                     |                  |         |

## Thông tin nhân khẩu
| Năm | 1962 | 1968 | 1975 | 1982 | 1990 | 1999 | 2004 |
| --- | ---- | ---- | ---- | ---- | ---- | ---- | ---- |
| Dân số | 134  | 113  | 91   | 84   | 94   | 95   | 94   |
| From the year 1962 on: No double counting—residents of multiple communes (e.g. students and military personnel) are counted only once. |      |      |      |      |      |      |      |